# Casa di Biagio Rossetti

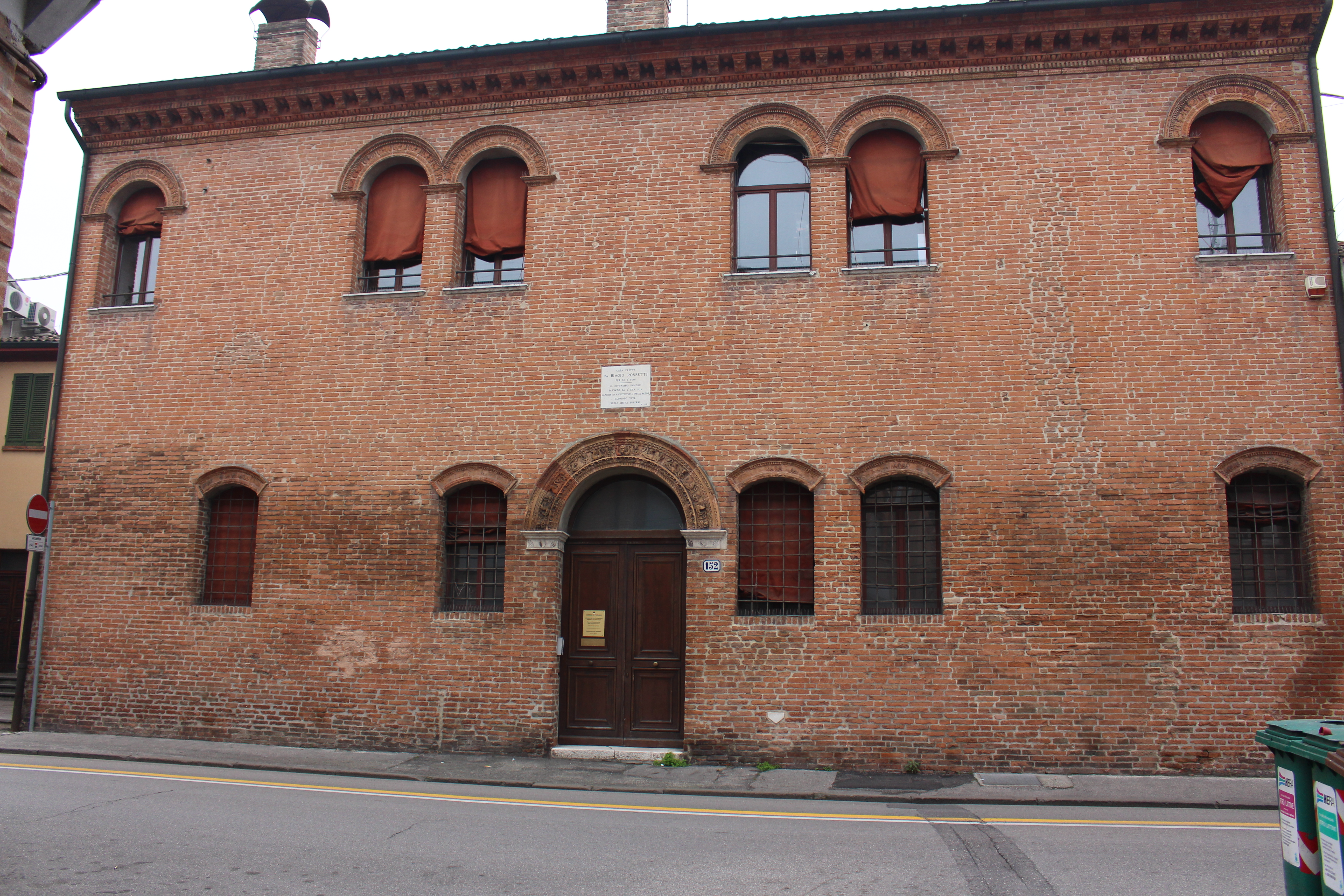
Casa di Biagio Rossetti, Fassade zur Via XX Settembre.

Das Casa di Biagio Rossetti ist ein Stadthaus in Ferrara in der italienischen Region Emilia-Romagna. Es liegt in der Via XX Settembre 152. Der Architekt der Addizione Erculea (Stadterweiterung unter Ercole I. d’Este), Biagio Rossetti, baute es Ende des 15. Jahrhunderts für sich selbst und seine Familie. Bis zur Mitte des 17. Jahrhunderts blieb es in Besitz der Familie. Es wurde Sitz des Museums Musarc (Museum der Architektur) und später wurden dort Büros der Stadtverwaltung untergebracht.

## Geschichte
Das Haus baute Biagio Rossetti, der Architekt des Herzogs Ercole I. d’Este, für sich selbst und seine Familie um das Ende des 15. Jahrhunderts; es wurde 1502 fertiggestellt.

## Beschreibung

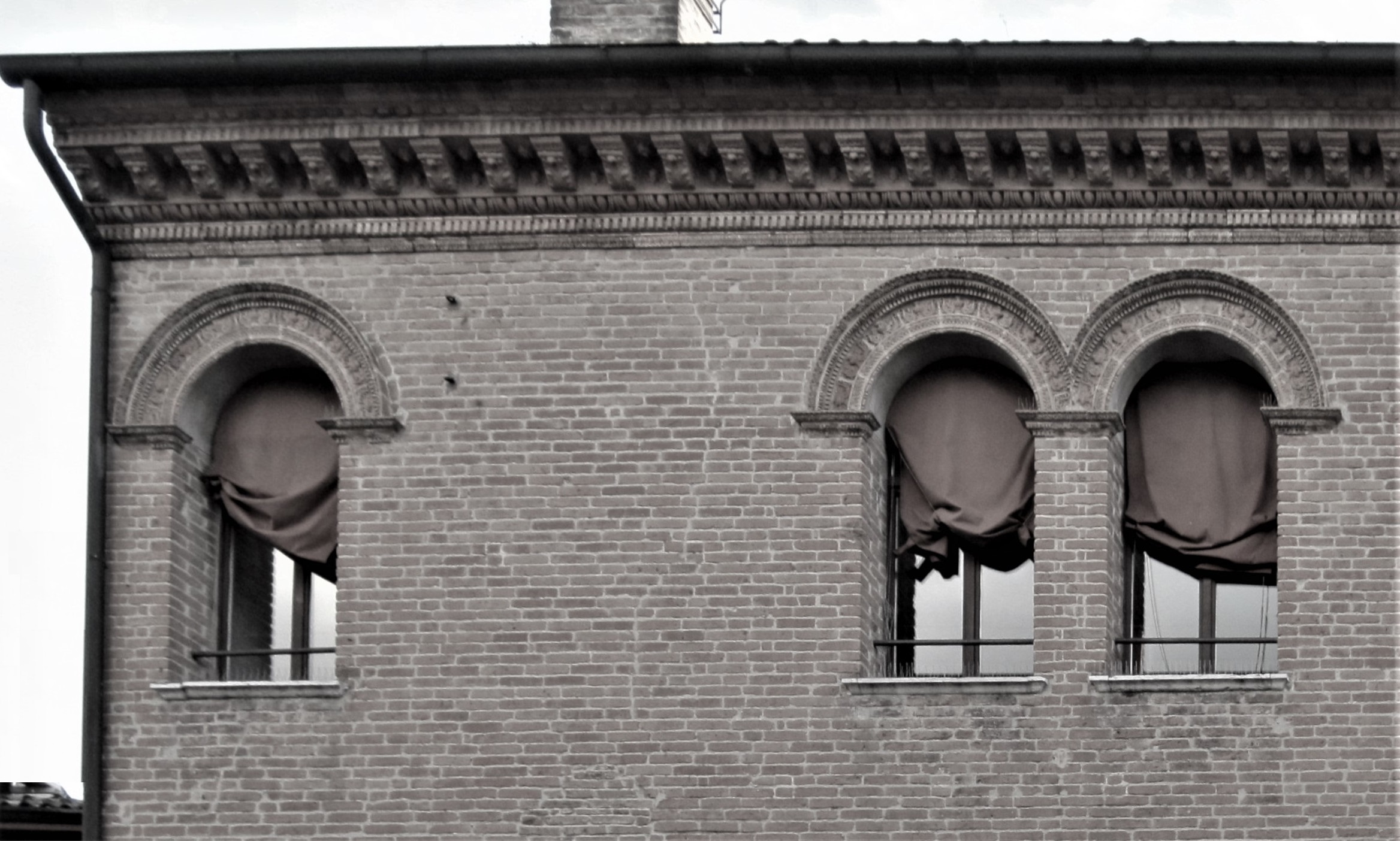
„Falsches“ Doppelfenster

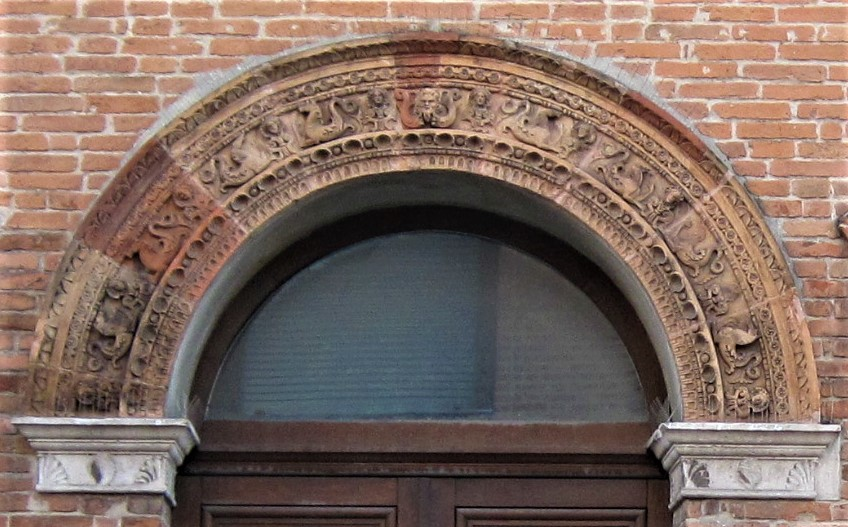
Terrakottabogen über der Eingangstüre, Detail

Die Bedeutung des Hauses steht nicht in Zusammenhang mit seiner Größe – es ist etwas größter als das Casa di Ludovico Ariosto und „klein“ per Definition -, sondern mit seinen architektonischen Eigenschaften, die uns die Kunst von Rossetti erkennen lassen. Da es sein eigenes Haus war, hat er sich viel Mühe gegeben und, da er vermutlich nicht gerade enorme Geldmittel zur Verfügung hatte, arbeitete er gleichzeitig mit größter Liebe zum Detail und bei der Auswahl der Mitarbeiter und Baumeister.
Eine der ästhetischen Merkmale ist die Ausführung der Fenster. Einige davon simulieren Doppelfenster, ein optischer Trick, der es bereits in der venezianischen Architektur der Zeit gebraucht wurde, der aber in diesem Falle überarbeitet und verändert wurde. Kein einziges der scheinbaren Doppelfenster ist echt, da die beiden benachbarten Öffnungen im Inneren stets verschiedenen Räumen zugeordnet sind; sie sind liegen jeweils in der Nähe der Trennwand und schaffen so in den Räumen eine besondere Belichtung.
Die Auswahl der Baumaterialien (Terrakotta aus Ferrara) des Komplexes und die Lösungen sowohl an der Fassade als auch im Inneren, im Innenhof und in der Loggia bildeten ein Modell, das jahrhundertelang bei vielen Bauten im Zentrum der D’Estes angewendet wurde. Rossetti arbeitete praktisch „hermetisch“, indem er die Form auf ihr Wesen beschränkte.
Die kleinen Bögen der Fenster und noch mehr der Bogen der Eingangstüre, die in Terrakotta ausgeführt sind, sind extrem raffiniert. Über dem Eingang stellen die Elemente des Bogens Seepferdchen, Muscheln, Engel und – in der Mitte – das Gesicht eines alten Mannes dar.